# Liste der Spieler mit einer PDC Tour Card (2019)
Die folgende Liste zeigt alle Spieler, welche sich eine PDC Tour Card für das Jahr 2019 sichern konnten und damit für alle Turniere der PDC Pro Tour 2019 teilnahmeberechtigt waren.

## Qualifikation
Um sich eine PDC Tour Card zu sichern, musste man eines der folgenden Kriterien erfüllen:
- Top 64 der PDC Order of Merit nach der PDC World Darts Championship 2019
- Top 2 der PDC Challenge Tour Order of Merit 2017
- Top 2 der PDC Development Tour Order of Merit 2017
- Qualifikant auf der PDC Qualifying School am 18. bis 21. Januar 2018 (siehe: PDC Pro Tour 2018#Q-School)
- Top 2 der PDC Challenge Tour Order of Merit 2018
- Top 2 der PDC Development Tour Order of Merit 2018
- Qualifikant auf der PDC Qualifying School am 3. bis 20. Januar 2019 (siehe: PDC Pro Tour 2019#Q-School)

Die Tour Card von Luke Humphries, der ebenfalls neben der Qualifikation über die PDC Development Tour Order of Merit 2017 auch in den Top 64 der Order of Merit stand, wurde an einen weiteren Spieler der Q-School Order of Merit vergeben. Ted Evetts war sowohl über die PDC Challenge Tour Order of Merit 2018 als auch über die PDC Development Tour Order of Merit 2018 qualifiziert. Dieser Platz wurde an den Drittplatzierten der Development Tour Order of Merit vergeben. Mit Nathan Aspinall, Corey Cadby, Gabriel Clemens, Ryan Joyce, Danny Noppert und Jeffrey de Zwaan standen gleich sechs erfolgreiche Absolventen der Q-School 2018 in den Top 64 der Order of Merit.
Erstmals gab kein Spieler seine Tour Card zurück bzw. lehnte sie ab.

## Liste
| Nr. | Land         | Spieler               | Qualifiziert als          |
| --- | ------------ | --------------------- | ------------------------- |
| 1   | Spanien      | Toni Alcinas          | Top 64 Order of Merit     |
| 2   | Schottland   | Gary Anderson         | Top 64 Order of Merit     |
| 3   | Australien   | Kyle Anderson         | Top 64 Order of Merit     |
| 4   | England      | Nathan Aspinall       | Top 64 Order of Merit     |
| 5   | Schottland   | Jamie Bain            | Q-School 2019             |
| 6   | England      | Scott Baker           | Q-School 2019             |
| 7   | England      | Michael Barnard       | PDC Challenge Tour 2018   |
| 8   | Niederlande  | Raymond van Barneveld | Top 64 Order of Merit     |
| 9   | Wales        | Barrie Bates          | Q-School 2019             |
| 10  | England      | Steve Beaton          | Top 64 Order of Merit     |
| 11  | England      | Andy Boulton          | Q-School 2019             |
| 12  | England      | Bradley Brooks        | Q-School 2018             |
| 13  | England      | Keegan Brown          | Top 64 Order of Merit     |
| 14  | Deutschland  | Christian Bunse       | Q-School 2019             |
| 15  | England      | Stephen Bunting       | Top 64 Order of Merit     |
| 16  | Nordirland   | Kevin Burness         | Q-School 2018             |
| 17  | Australien   | Corey Cadby           | Top 64 Order of Merit     |
| 18  | Nordirland   | Gavin Carlin          | Q-School 2019             |
| 19  | England      | Dave Chisnall         | Top 64 Order of Merit     |
| 20  | England      | Matt Clark            | Q-School 2019             |
| 21  | Wales        | Jonny Clayton         | Top 64 Order of Merit     |
| 22  | Deutschland  | Gabriel Clemens       | Top 64 Order of Merit     |
| 23  | England      | Rob Cross             | Top 64 Order of Merit     |
| 24  | England      | Joe Cullen            | Top 64 Order of Merit     |
| 25  | Niederlande  | Jan Dekker            | Top 64 Order of Merit     |
| 26  | England      | Nathan Derry          | Q-School 2019             |
| 27  | England      | Chris Dobey           | Top 64 Order of Merit     |
| 28  | Nordirland   | Brendan Dolan         | Top 64 Order of Merit     |
| 29  | England      | Eddie Dootson         | Q-School 2018             |
| 30  | England      | Mark Dudbridge        | PDC Challenge Tour 2017   |
| 31  | Niederlande  | Dirk van Duijvenbode  | Q-School 2018             |
| 32  | Niederlande  | Mike van Duivenbode   | Q-School 2019             |
| 33  | England      | Glen Durrant          | Q-School 2019             |
| 34  | England      | Gary Eastwood         | Q-School 2018             |
| 35  | England      | Matthew Edgar         | Q-School 2018             |
| 36  | England      | Ricky Evans           | Top 64 Order of Merit     |
| 37  | England      | Ted Evetts            | PDC Challenge Tour 2018   |
| 38  | Niederlande  | Michael van Gerwen    | Top 64 Order of Merit     |
| 39  | Schottland   | John Goldie           | Q-School 2018             |
| 40  | England      | Adrian Gray           | Q-School 2019             |
| 41  | Nordirland   | Daryl Gurney          | Top 64 Order of Merit     |
| 42  | England      | Ryan Harrington       | Q-School 2018             |
| 43  | Schottland   | John Henderson        | Top 64 Order of Merit     |
| 44  | Deutschland  | Max Hopp              | Top 64 Order of Merit     |
| 45  | England      | Peter Hudson          | Q-School 2018             |
| 46  | England      | Jamie Hughes          | Q-School 2019             |
| 47  | England      | Luke Humphries        | Top 64 Order of Merit     |
| 48  | England      | Adam Hunt             | PDC Development Tour 2017 |
| 49  | Belgien      | Kim Huybrechts        | Top 64 Order of Merit     |
| 50  | Belgien      | Ronny Huybrechts      | Top 64 Order of Merit     |
| 51  | England      | Wayne Jones           | PDC Challenge Tour 2017   |
| 52  | England      | Ryan Joyce            | Top 64 Order of Merit     |
| 53  | Spanien      | Jose Justicia         | Q-School 2018             |
| 54  | Niederlande  | Vincent Kamphuis      | Q-School 2018             |
| 55  | Polen        | Tytus Kanik           | Q-School 2018             |
| 56  | Finnland     | Marko Kantele         | Q-School 2019             |
| 57  | England      | George Killington     | Q-School 2018             |
| 58  | England      | Mervyn King           | Top 64 Order of Merit     |
| 59  | Niederlande  | Christian Kist        | Top 64 Order of Merit     |
| 60  | Niederlande  | Jelle Klaasen         | Top 64 Order of Merit     |
| 61  | Niederlande  | Maik Kuivenhoven      | Q-School 2019             |
| 62  | Litauen      | Darius Labanauskas    | Q-School 2019             |
| 63  | Irland       | Steve Lennon          | Top 64 Order of Merit     |
| 64  | Österreich   | Zoran Lerchbacher     | Top 64 Order of Merit     |
| 65  | England      | Adrian Lewis          | Top 64 Order of Merit     |
| 66  | Wales        | Jamie Lewis           | Top 64 Order of Merit     |
| 67  | Nordirland   | Mickey Mansell        | Top 64 Order of Merit     |
| 68  | Deutschland  | Robert Marijanović    | Q-School 2018             |
| 69  | England      | Mark McGeeney         | Q-School 2019             |
| 70  | Niederlande  | Vincent van der Meer  | Q-School 2019             |
| 71  | Niederlande  | Yordi Meeuwisse       | Q-School 2019             |
| 72  | England      | Ryan Meikle           | Q-School 2018             |
| 73  | Niederlande  | Ron Meulenkamp        | Top 64 Order of Merit     |
| 74  | Griechenland | John Michael          | Q-School 2019             |
| 75  | England      | Arron Monk            | Q-School 2018             |
| 76  | England      | Joe Murnan            | Q-School 2019             |
| 77  | Kanada       | Dawson Murschell      | Q-School 2018             |
| 78  | Niederlande  | Geert Nentjes         | PDC Development Tour 2018 |
| 79  | England      | Tony Newell           | Q-School 2018             |
| 80  | Niederlande  | Danny Noppert         | Top 64 Order of Merit     |
| 81  | England      | Alan Norris           | Top 64 Order of Merit     |
| 82  | England      | Richard North         | Top 64 Order of Merit     |
| 83  | Irland       | William O’Connor      | Top 64 Order of Merit     |
| 84  | Wales        | Robert Owen           | Q-School 2018             |
| 85  | England      | David Pallett         | Q-School 2019             |
| 86  | Niederlande  | Benito van de Pas     | Top 64 Order of Merit     |
| 87  | England      | Josh Payne            | Top 64 Order of Merit     |
| 88  | Südafrika    | Devon Petersen        | Top 64 Order of Merit     |
| 89  | England      | Justin Pipe           | Top 64 Order of Merit     |
| 90  | Wales        | Gerwyn Price          | Top 64 Order of Merit     |
| 91  | Polen        | Krzysztof Ratajski    | Top 64 Order of Merit     |
| 92  | Lettland     | Madars Razma          | Q-School 2019             |
| 93  | Spanien      | Cristo Reyes          | Top 64 Order of Merit     |
| 94  | England      | James Richardson      | Top 64 Order of Merit     |
| 95  | Niederlande  | Mario Robbe           | Q-School 2018             |
| 96  | England      | Reece Robinson        | Q-School 2019             |
| 97  | Österreich   | Rowby-John Rodriguez  | PDC Development Tour 2018 |
| 98  | Deutschland  | Martin Schindler      | Top 64 Order of Merit     |
| 99  | England      | Ryan Searle           | Top 64 Order of Merit     |
| 100 | England      | Kirk Shepherd         | Q-School 2019             |
| 101 | England      | Michael Smith         | Top 64 Order of Merit     |
| 102 | England      | Ross Smith            | Q-School 2018             |
| 103 | Portugal     | José de Sousa         | Q-School 2019             |
| 104 | England      | Simon Stevenson       | Q-School 2018             |
| 105 | Österreich   | Mensur Suljović       | Top 64 Order of Merit     |
| 106 | England      | Alan Tabern           | Q-School 2018             |
| 107 | England      | Terry Temple          | Q-School 2018             |
| 108 | Schottland   | Robert Thornton       | Top 64 Order of Merit     |
| 109 | Belgien      | Davy Van Baelen       | Q-School 2018             |
| 110 | Belgien      | Dimitri Van den Bergh | Top 64 Order of Merit     |
| 111 | Niederlande  | Vincent van der Voort | Top 64 Order of Merit     |
| 112 | England      | James Wade            | Top 64 Order of Merit     |
| 113 | England      | Harry Ward            | Q-School 2019             |
| 114 | Niederlande  | Jermaine Wattimena    | Top 64 Order of Merit     |
| 115 | England      | Darren Webster        | Top 64 Order of Merit     |
| 116 | Wales        | Mark Webster          | Top 64 Order of Merit     |
| 117 | England      | Steve West            | Top 64 Order of Merit     |
| 118 | England      | Ian White             | Top 64 Order of Merit     |
| 119 | England      | Conan Whitehead       | Q-School 2019             |
| 120 | Australien   | Simon Whitlock        | Top 64 Order of Merit     |
| 121 | England      | Carl Wilkinson        | Q-School 2019             |
| 122 | England      | James Wilson          | Top 64 Order of Merit     |
| 123 | England      | Mark Wilson           | Q-School 2018             |
| 124 | England      | Luke Woodhouse        | Q-School 2018             |
| 125 | Wales        | Jonathan Worsley      | Q-School 2019             |
| 126 | Schottland   | Peter Wright          | Top 64 Order of Merit     |
| 127 | Niederlande  | Niels Zonneveld       | Q-School 2019             |
| 128 | Niederlande  | Jeffrey de Zwaan      | Top 64 Order of Merit     |

## Statistiken

### Tour Cards nach Nationen
| Nr. | Land         | Anzahl | Differenz zum Vorjahr |
| --- | ------------ | ------ | --------------------- |
| 1.  | England      | 61     | −3                    |
| 2.  | Niederlande  | 20     | +3                    |
| 3.  | Wales        | 7      | ±0                    |
| 4.  | Schottland   | 6      | −1                    |
| 5.  | Deutschland  | 5      | +1                    |
| 5.  | Nordirland   | 5      | +1                    |
| 7.  | Belgien      | 4      | ±0                    |
| 8.  | Australien   | 3      | −1                    |
| 8.  | Österreich   | 3      | −1                    |
| 8.  | Spanien      | 3      | ±0                    |
| 11. | Irland       | 2      | −1                    |
| 11. | Polen        | 2      | +1                    |
| 13. | Finnland     | 1      | +1                    |
| 13. | Griechenland | 1      | +1                    |
| 13. | Kanada       | 1      | −2                    |
| 13. | Lettland     | 1      | ±0                    |
| 13. | Litauen      | 1      | +1                    |
| 13. | Portugal     | 1      | +1                    |
| 13. | Südafrika    | 1      | ±0                    |
|     | 19 Nationen  | 128    | 128                   |